# 2004 dans les chemins de fer
Chronologie des chemins de fer
2003 dans les chemins de fer - 2004 - 2005 dans les chemins de fer

## Évènements

### Janvier
- 14 janvier. France : inauguration du prolongement, sur 2,9 km de la ligne T1 du tramway entre Bobigny et Noisy-le-Sec en Seine-Saint-Denis.
- 27 janvier. Europe : signature entre la Communauté européenne du rail (CER) et la Fédération internationale des ouvriers du transport (ITF) d'un accord sur les règles sociales applicables au personnel roulant dans les services transfrontaliers.

### Février
- 3 février. Australie : le train de marchandises, le Ghan, long de 1 800 m, inaugure la plus longue liaison ferroviaire nord-sud du monde, la ligne transcontinentale Adélaïde-Darwin, longue de 2 979 km.
- 10 février. France : la SNCF met en place un numéro d'appel unique, le 3635, pour les renseignements et les réservations par téléphone.
- 17 février. France-Espagne : signature du contrat de concession de la ligne à grande vitesse internationale Perpignan - Figueras entre les gouvernements et le groupement TP Ferro (ACS-Dragados-Eiffage).
- 18 février. Iran : le déraillement, suivi d'un incendie, provoque l'explosion d'un train de marchandises près de Neyshabur, à 165 km au sud de Machad. L'accident fait 325 morts et 450 blessés.

### Mars
- 11 mars. Espagne : attentats meurtriers à Madrid dans les trains et dans les gares d'Atocha, Santa Eugenia et El Pozo, faisant 192 morts et 1500 blessés.
- 23 mars. Grande-Bretagne : fin du forage des tunnels de la ligne CTRL 2 qui permettra de relier le tunnel sous la Manche et la gare de Saint-Pancras à Londres en 2007.
- 25 mars. France : signature du contrat d'acquisition par la SNCF de 500 BB 75000 dont 400 en commande ferme au consortium Alstom - Siemens dans l’enceinte du dépôt de Villeneuve-Saint-Georges.
- 30 mars. Corée du Sud : inauguration du premier tronçon de la LGV coréenne entre Séoul et Daegu (253 km).

### Avril
- 1er avril. Corée du Sud : mise en service commercial du train à grande vitesse KTX entre Séoul et Pusan, temps de parcours 2 h 40.
- 5 avril. Royaume-Uni-France : voyage en France de la reine Élisabeth II d'Angleterre qui vient à Paris en Eurostar et baptise « Entente cordiale » la rame à bord de laquelle elle a voyagé.
- 22 avril. Corée du Nord : catastrophe ferroviaire dans la gare de Ryongchon, l'explosion d'un train de marchandises dangereuses fait 161 morts et plus de 1300 blessés.
- 29 avril. Union européenne : création de l'Agence ferroviaire européenne, dont le siège est fixé à Valenciennes (Nord, France).

### Mai
- 9 mai. Turquie : lancement des travaux d'un tunnel ferroviaire sous le Bosphore, long de 1 600 m, dont la mise en service est prévue en 2008.
- 10 mai. Canada : le Canadien National acquiert la compagnie du Bessemer and Lake Erie Railroad
- 12 mai. Allemagne : un train de marchandises de la Deutsche Bahn de 400 m de long, tracté par une locomotive Eurosprinter classe 189 de Siemens effectue le trajet Istanbul-Francfort en 80 heures.

### Juin
- 7 juin. Afrique du Sud : annonce du calendrier de réalisation du Gautrain, ligne à grande vitesse devant relier Johannesburg à Pretoria en 2009.
- 23 juin. Espagne : MetroMadrid commande 698 voitures de métro pour un milliard d'euros. Le marché est partagé entre Ansaldo Breda d'une part et CAF allié à Bombardier et Siemens d'autre part.

### Juillet
- 1er juillet. Irlande : ouverture de la ligne du Luas à Dublin. Cette ouverture marque le retour du tramway dans cette ville après 45 ans d'absence. Elle est exploitée par Connex à l'aide de trams Citadis d'Alstom.
- 3 juillet. Thaïlande : ouverture de la première ligne du métro de Bangkok.
- 8 juillet. France : la MEC (Mission d'évaluation et de contrôle financier) de l'assemblée nationale remet son rapport sur le financement du système ferroviaire. Il évalue notamment le coût de ce dernier pour le contribuable à 10,88 milliards d'euros en 2004 et juge préoccupante sa dette évaluée globalement à plus de 40 milliards d'euros.
- 21 juillet. France : publication du rapport Mandelkern sur le service minimum dans les transports publics terrestres de voyageurs.

### Octobre
- 14 octobre. Allemagne : Arriva, groupe britannique de transport s'implante dans le transport ferroviaire en Allemagne en rachetant la compagnie régionale Ligne de la vallée de la Regen (de) qui exploite 600 km de lignes en Bavière.
- 19 octobre : pose du premier rail de la LGV Est européenne à Saint-Hilaire-au-Temple (Marne).
- 23 octobre : un séisme de magnitude 6,8 provoque le déraillement spectaculaire mais sans victimes d'un Shinkansen qui circulait à 200 km/h sur la ligne Tokyo-Niigata.

### Novembre
- 2 novembre. Belgique :  l'État décide de reprendre la dette historique  (antérieure à 1993) de la SNCB, soit 7,4 milliards d'euros, en la transférant au cours du premier semestre 2005 dans un compte public baptisé FIF (fonds d'investissement ferroviaire).
- 4 novembre. Allemagne : Siemens a présenté un prototype de wagon automoteur automatique baptisé CargoMover. Pourvu de systèmes de détection laser et radar ainsi que d'une caméra vidéo frontale, il est contrôlé à distance par radio GSM-R et par le système de signalisation ETCS.
- 6 novembre. Grande-Bretagne : l'accident ferroviaire de Ufton Nervet (Berkshire) fait 7 morts et blessés à un passage à niveau.

### Décembre
- 6 décembre. France : la SNCF fait circuler le premier IDTGV destiné à concurrencer les compagnies aériennes à bon marché sur Paris-Marseille, et dont la commercialisation passe exclusivement par Internet.
- 12 décembre. France : mise en service de la ligne Grande ceinture Ouest, tronçon de 10 km entre Saint-Germain-GC et Noisy-le-Roi de la ligne de Grande Ceinture de Paris fermé au trafic de voyageurs depuis 1936.
- 12 décembre. France : l'interdiction de fumer est généralisée dans tous les TGV français.
- 12 décembre. Suisse : Instauration de  Rail 2000, 1re étape. Entrée en service de la ligne nouvelle à grande vitesse Mattstetten-Rothrist.
- 21 décembre 2004. Allemagne-Russie : le groupe allemand Siemens Transportation System obtient une commande de 60 rames ICE qui devraient circuler à partir de 2007 sur la ligne Moscou-Saint-Pétersbourg.